# Тежак пад
Тежак пад (енгл. The Harder They Fall) филмска је драма режисера Марка Робсона из 1956. са Хамфријем Богартом у његовој последњој филмској улози. Лик Едија Вилиса (Богарт) је базиран на каријери боксерског новинара и промотера Харолда Конрада. Филм је рађен по роману Бада Шулберга, по коме је сценарио адаптирао Филип Јордан.

## Улоге
| Глумац           | Улога          |
| ---------------- | -------------- |
| Хамфри Богарт    | Еди Вилис      |
| Род Стајгер      | Ник Бенко      |
| Џан Стерлинг     | Бет Вилис      |
| Мајк Лејн        | Торо Морено    |
| Едвард Ендруз    | Џим Вејерхаус  |
| Харолд Џ. Стоун  | Арт Левит      |
| Карлос Монталбан | Луис Арганди   |
| Нијемаја Персоф  | Лио            |
| Фелис Орланди    | Винс Фосет     |
| Херби Феј        | Макс           |
| Расти Лејн       | Дени Макјоу    |
| Џек Албертсон    | Поп            |
| Тони Бланкли     | син Ника Бенка |

Боксери који се појављују у филму:
- Џерзи Џо Волкот
- Макс Бер
- Пат Комиски
- Џо Греб